# Vaginalium
Ein Vaginalium ist eine feste, halbfeste oder flüssige Zubereitung, die in der Scheide (Vagina) meist eine lokale Wirkung ausüben soll. Vaginalia mit arzneilicher Wirkung zählen zu den Arzneimitteln, solche mit physiologischer oder physikalischer Wirkung zu den Medizinprodukten.

## Unterscheidungen
Das Europäische Arzneibuch unterscheidet in der Monographie „Zubereitungen zur vaginalen Anwendung“ folgende Zubereitungen:
- Vaginalzäpfchen
- Vaginaltabletten
- Vaginalkapseln
- Vaginallösungen, -emulsionen, -suspensionen
- Tabletten zur Herstellung von Vaginallösungen und Vaginalsuspensionen
- Halbfeste Zubereitungen zur vaginalen Anwendung
- Vaginalschäume
- Vaginaltampons

Zusätzlich gibt es seit 2001 auch vaginale Wirkstofffreisetzungssysteme, zu denen der Vaginalring gehört. Diese Wirkstofffreisetzungssysteme zeichnen sich über eine tagelange gleichmäßige Freisetzung des Wirkstoffes aus.

### Zäpfchen, Globuli, Ovula
Bei Vaginalzäpfchen handelt es sich um feste, einzeldosierte Zubereitungen. Form, Volumen und die Konsistenz sind an die vaginale Anwendung angepasst. Der Wirkstoff liegt dabei in einer geeigneten Grundmasse gelöst oder dispergiert vor. Am Häufigsten wird ein wasserlösliches Hydrogel mit elastischer Beschaffenheit, das aus Gelatine, Glycerol und Wasser besteht, verwendet. Weitere geeignete Grundlagen sind unter anderem Hartfett, Macrogol und Kakaobutter. Laut Arzneibuch muss bei Vaginalzäpfchen die Zerfallszeit nach Monographie 2.9.2 geprüft werden. Die Zäpfchen sollen dabei innerhalb von 60 Minuten zerfallen.

### Tabletten

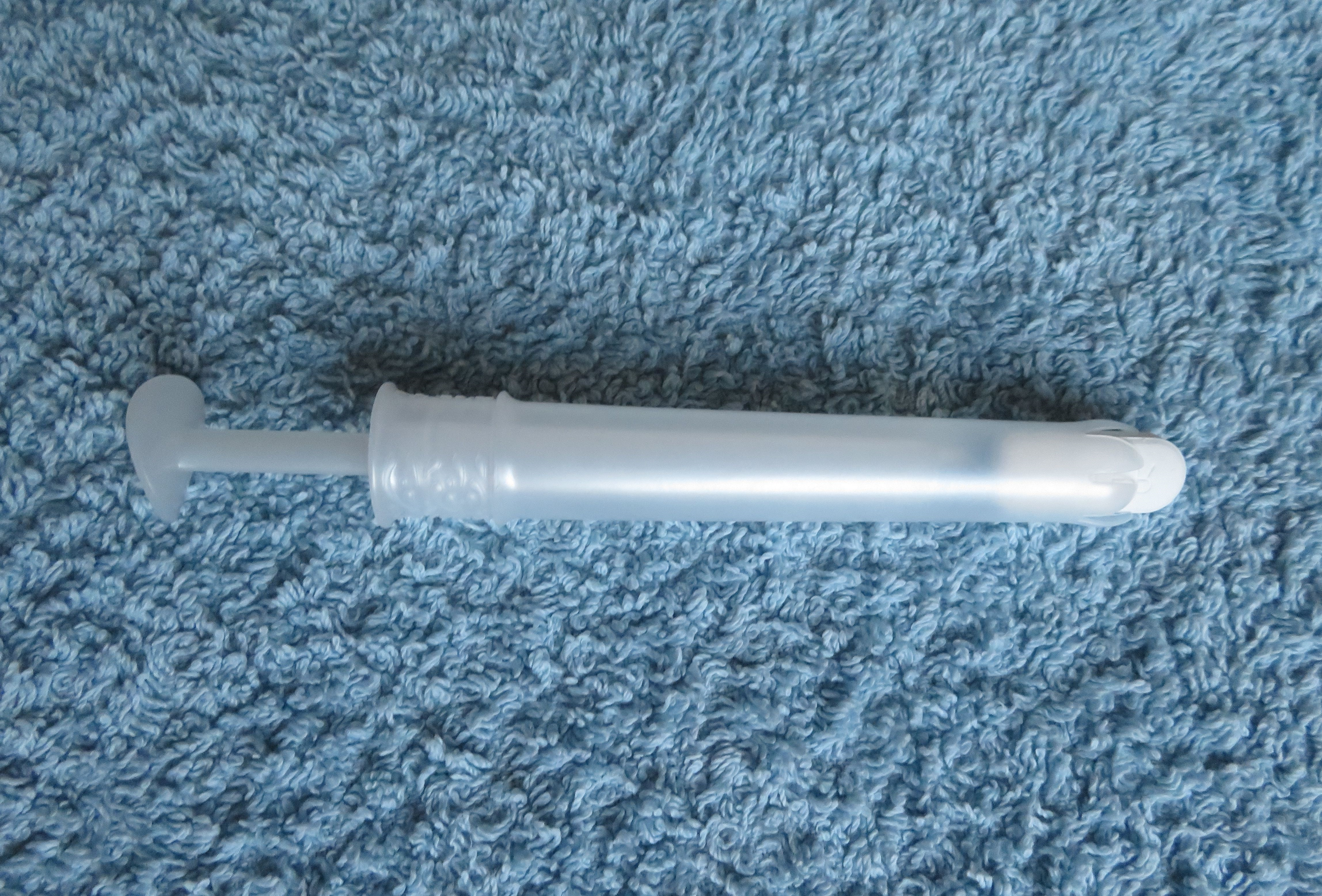
Vaginaltablette in einem Applikator zum Einführen in die Vagina.

Bei Vaginaltabletten handelt es sich laut Europäischem Arzneibuch um feste, einzeldosierte Zubereitungen, die entweder nicht oder mit einem dünnen Polymerfilm überzogen sind. Sie werden mit Hilfe eines beiliegenden Applikators eingeführt. Laut Arzneibuch werden Vaginaltabletten auf Zerfallszeit geprüft nach Monographie 2.9.2. Sie müssen dabei innerhalb von 30 Minuten zerfallen.
Nicht überzogene Tabletten und Filmtabletten können zur Herstellung von Vaginallösungen oder Vaginalsuspensionen dienen. Die Tabletten sind einzeldosiert und werden vor der Anwendung in Wasser gelöst oder dispergiert. Hierzu können verschiedenste Hilfsstoffe herangezogen werden. Zusätzlich können Hilfsstoffe eingesetzt werden, um die Partikel an der Aggregation zu hindern. Bei Tabletten zur Herstellung von Vaginallösungen und Vaginalsuspensionen wird laut Arzneibuchmonographie 2.9.2 die Zerfallszeit geprüft. Diese müssen in Wasser einer Temperatur von 15 bis 20 °C weniger als 3 Minuten betragen.

### Kapseln
Bei Vaginalkapseln handelt es sich in der Regel um Weichkapseln, die etwas größer sind als Weichkapseln zum Einnehmen. Sie bestehen meist aus ca. 67 % Gelatine, 24 % Weichmachern, 7–8 % Wasser und 0,5–2 % Farbstoffen oder Pigmenten. Als Weißpigment eignet sich beispielsweise Titandioxid, und Eisenoxide eignen sich als Farbpigmente. Als Farbstoff kann Chlorophyll herangezogen werden. An Weichmachern werden häufig Glycerol oder Sorbitol verwendet. Sie stellen feste, einzeldosierte Arzneizubereitungen dar. Die Vaginalkapseln werden z. B. zur Wiederherstellung und Aufrechterhaltung der natürlichen Vaginalflora angewandt. Die Kapsel besitzt eine eiförmige Form und hat eine glatte Oberfläche, wodurch das Einführen erleichtert werden soll. Insgesamt soll die Kapsel ein gleichmäßiges Aussehen aufweisen. Die Kapseln können auch eine verlängerte lokale Wirkung erzielen. Bei der Herstellung von diesen ist es laut Arzneibuch wichtig, eine geeignete Prüfung im Bezug auf die Freisetzung des Wirkstoffs oder der Wirkstoffe durchzuführen. Außerdem müssen die Vaginalkapseln der Prüfung auf Zerfallszeit nach der Monographie 2.9.2 entsprechen, soweit sie nicht eine veränderte Wirkung oder eine verlängerte Wirkung erzielen sollen. Laut Vorschrift müssen die Vaginalkapseln nach 30 Minuten zerfallen sein.

### Lösungen, Emulsionen, Suspensionen
Bei Vaginallösungen, Vaginalsuspensionen und Vaginalemulsionen handelt es sich um flüssige Zubereitungen. Sie sollen eine lokale Wirkung ausüben, dienen dem Spülen oder zu diagnostischen Zwecken. Den Zubereitungen können bei der Herstellung Hilfsstoffe wie Viskositätserhöher, Löslichkeitsverbesserer, Konservierungsmittel oder andere zugesetzt werden, die jedoch weder die pharmakologische Wirkung beeinträchtigen, noch lokale Reizungen hervorrufen dürfen. Es ist wichtig, dass Vaginalemulsionen, falls die eine Phasentrennung aufweisen, diese durch Schütteln aufgehoben werden kann. Bei Suspensionen gilt dies auch für das möglicherweise auftretende Sediment. Es muss sich immer eine homogene Zubereitung bilden, um somit die Entnahme der genauen Dosis zu gewährleisten. Die Zubereitung wird bei Vaginalinfektionen angewandt.

### Halbfeste Zubereitungen

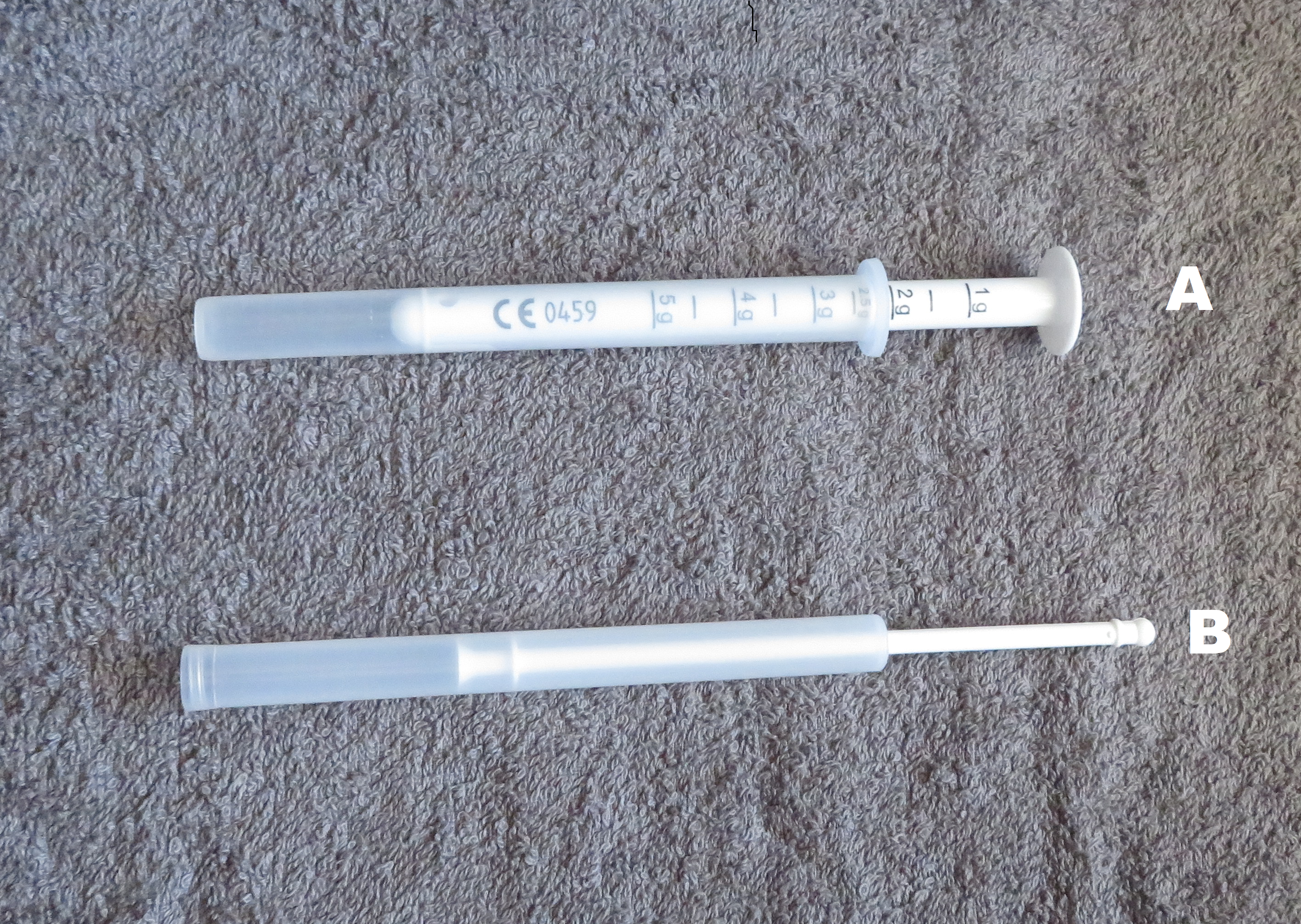
A: Applikator für Vaginalcremes mit Messskala zur genauen Dosierung.
B: Applikator ohne Messskala.

Vaginalsalben, Vaginalgele und Vaginalcremes fasst das Europäische Arzneibuch als halbfeste Zubereitungen zur vaginalen Anwendung zusammen. Diese Zubereitungen werden immer mit einem Vaginalapplikator versehen, mit dem sie hygienisch in den inneren Bereich der Vagina eingebracht werden. Die Applikatoren haben einen Durchmesser von etwa 12 Millimetern, können also auch von jungfräulichen Mädchen problemlos eingeführt werden. Vorne haben die Applikatoren ein Innengewinde, mit dem sie zur Befüllung auf die Tube aufgeschraubt werden. Vaginalcremes und Vaginalsalben dienen häufig der Behandlung von Vaginalmykosen, wohingegen zur Behandlung von Scheidentrockenheit häufig Gele angewandt werden, sowie hormonfreie Cremes zur Befeuchtung oder auch hormonhaltige Cremes, die individuell dosiert werden müssen.

### Schäume
Das Europäische Arzneibuch beschreibt Vaginalschäume als Zubereitungen, bei denen ein großes Volumen an Gas in einer Flüssigkeit dispergiert vorliegt. Solche Zubereitungen enthalten oberflächenaktive Substanzen, die die Schaumbildung bewirken.
Vaginalschäume bieten den Vorteil, dass sie gut spreiten und somit eine große Oberfläche benetzen können. Sie werden häufig als Kontrazeptivum angewendet und haben dabei eine spermizide Wirkung. Der Schaum muss dabei mehrere Minuten vor dem Koitus tief in die Scheide eingeführt werden. Dazu dient ein mitgelieferter Applikator. Es muss allerdings beachtet werden, dass die Wirksamkeit eines solchen Verhütungsmittels als alleinige Verhütungsmethode nicht groß ist.
Zur Prüfung der Schäume wird laut Arzneibuch einmal die relative Schaumdichte und die Expansionsdauer vorgeschlagen. Bei der relativen Schaumdichte wird das Behältnis mindestens 24 Stunden bei ca. 25 °C auf eine konstante Temperatur eingestellt. Auch während der Prüfung darf das Gefäß nicht erwärmt werden. Dann wird der Applikator mit einem 70 bis 100 mm langen Rohr, das einen Durchmesser von einem Millimeter besitzt, verbunden. Anschließend wird das Behältnis geschüttelt, damit eine homogene Phase entsteht. Dann werden 5–10 ml Schaum abgegeben, die jedoch verworfen werden. Dann wird so lange Schaum in eine Glasschale in kreisförmigen Bewegungen abgegeben, bis das Gefäß gefüllt ist. Um eine gerade Oberfläche zu erzielen, wird nun mit einem Spatel der überschüssige Schaum entfernt. Dann wird das Gefäß gewogen. Das mit Schaum gefüllte Gefäß wird anschließend mit der Masse des gleich großen Volumens an Wasser verglichen. Die Schaumdichte kann errechnet werden, indem man die Masse des Schaums in Gramm durch die Masse des gleichen Volumens an Wasser in Gramm dividiert. Insgesamt werden nach diesem Verfahren drei Bestimmungen durchgeführt, wobei kein Einzelwert um mehr als 20 % vom Mittelwert abweichen darf.
Bei der Prüfung der Expansionsdauer wird eine 50-ml-Bürette mit 15 mm Innendurchmesser genutzt. Ein Kunststoffschlauch verbindet die Bürette mit dem Applikator. Wie bei der relativen Schaumdichte muss auch hier das Behältnis mindestens 24 Stunden bei 25 °C temperiert werden. Dann wird das Behältnis geschüttelt, wodurch eine homogene Phase entsteht. Anschließend werden 5–10 ml Schaum ins Leere abgegeben. Der Applikator wird an die Bürette angeschlossen und es werden 30 ml Schaum abgegeben. Dann wird alle 10 Sekunden das expandierende Volumen abgelesen, bis sich das Maximalvolumen eingestellt hat. Es werden 3 Bestimmungen durchgeführt, wobei sich das Maximalvolumen nach spätestens 5 Minuten eingestellt haben soll.

### Wirkstoffhaltige Tampons
Als Vaginaltampons werden laut Europäischem Arzneibuch feste, einzeldosierte Zubereitungen verstanden, die über einen begrenzten Zeitraum vaginal angewendet werden. Die Wirkstoffhaltigen Tampons können aus Materialien wie Cellulose, Kollagen oder Silicon bestehen. Diese Grundlage ist mit einem Wirkstoff oder mehreren Wirkstoffen imprägniert. Bei der Beschriftung ist laut Arzneibuch darauf zu achten, dass die Menge des Wirkstoffs oder der Wirkstoffe bezogen auf jeweils ein Tampon angegeben ist.